# Coronilla vaginalis
La cornetta guainata (Coronilla vaginalis Lam., 1786) è un arbusto di medie proporzioni con racemi di fiori gialli, appartenente alla famiglia delle Fabacee.

## Etimologia
Il nome del genere (Coronilla) venne definito dal botanico francese Joseph Pitton de Tournefort (5 giugno 1656 - 28 dicembre 1708) il primo a dare una chiara definizione del concetto di genere nella classificazione dei viventi. Questo nome deriva dalla curiosa disposizione dei fiori (appunto a “piccola corona”) alla fine del peduncolo.

Fu comunque un altro francese, il naturalista, biologo e chimico 
Jean-Baptiste Pierre Antoine de Monet cavaliere di Lamarck (Bazentin-le-Petit, 1º agosto 1744 –  Parigi, 28 dicembre 1829), che nel 1786 pubblicò dei specifici studi sulla pianta di questa scheda.

I tedeschi chiamano questa pianta Scheiden-Kronwicke; mentre i francesi la chiamano Coronille engainante.

## Descrizione

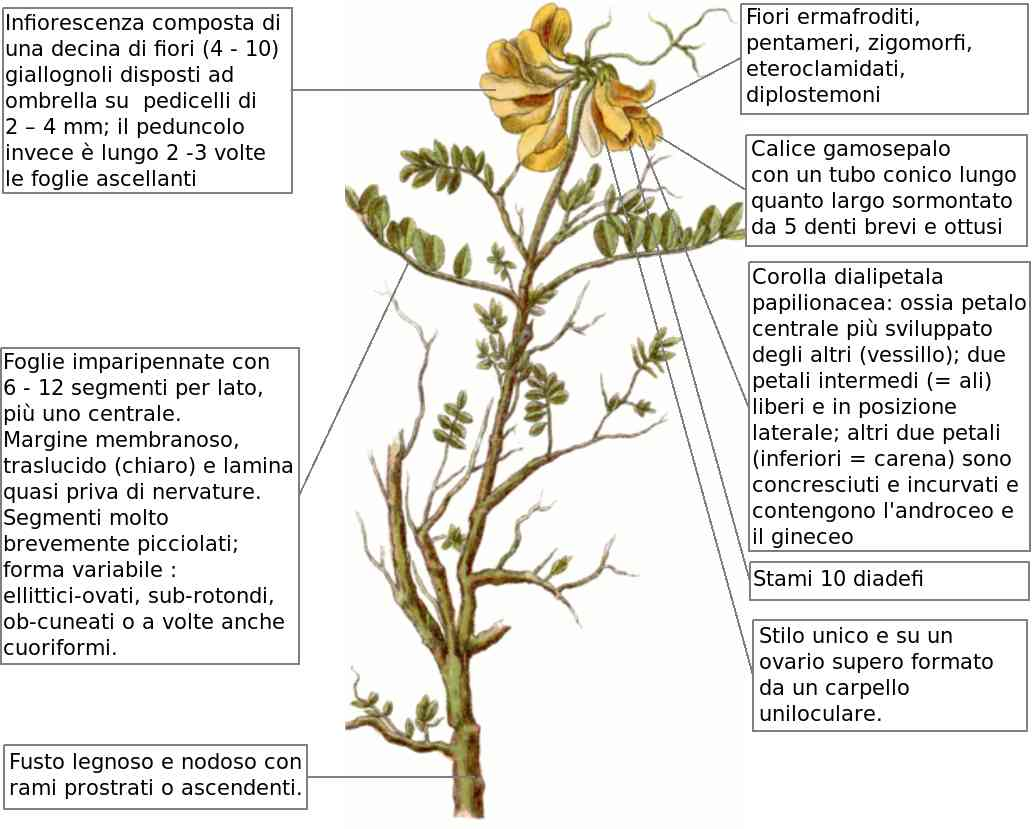
Descrizione delle parti della pianta

Si tratta di una pianta piccolo-arbustiva, perenne, glabra e glauca. Le dimensioni vanno da pochi centimetri fino a 25 cm. La forma biologica è del tipo camefita suffruticosa (Ch suffr), sono quindi piante perenni e legnose alla base, con gemme svernanti poste ad un'altezza dal suolo tra i 2 ed i 30 cm dove le porzioni erbacee seccano annualmente e rimangono in vita soltanto le parti legnose.

### Fusto

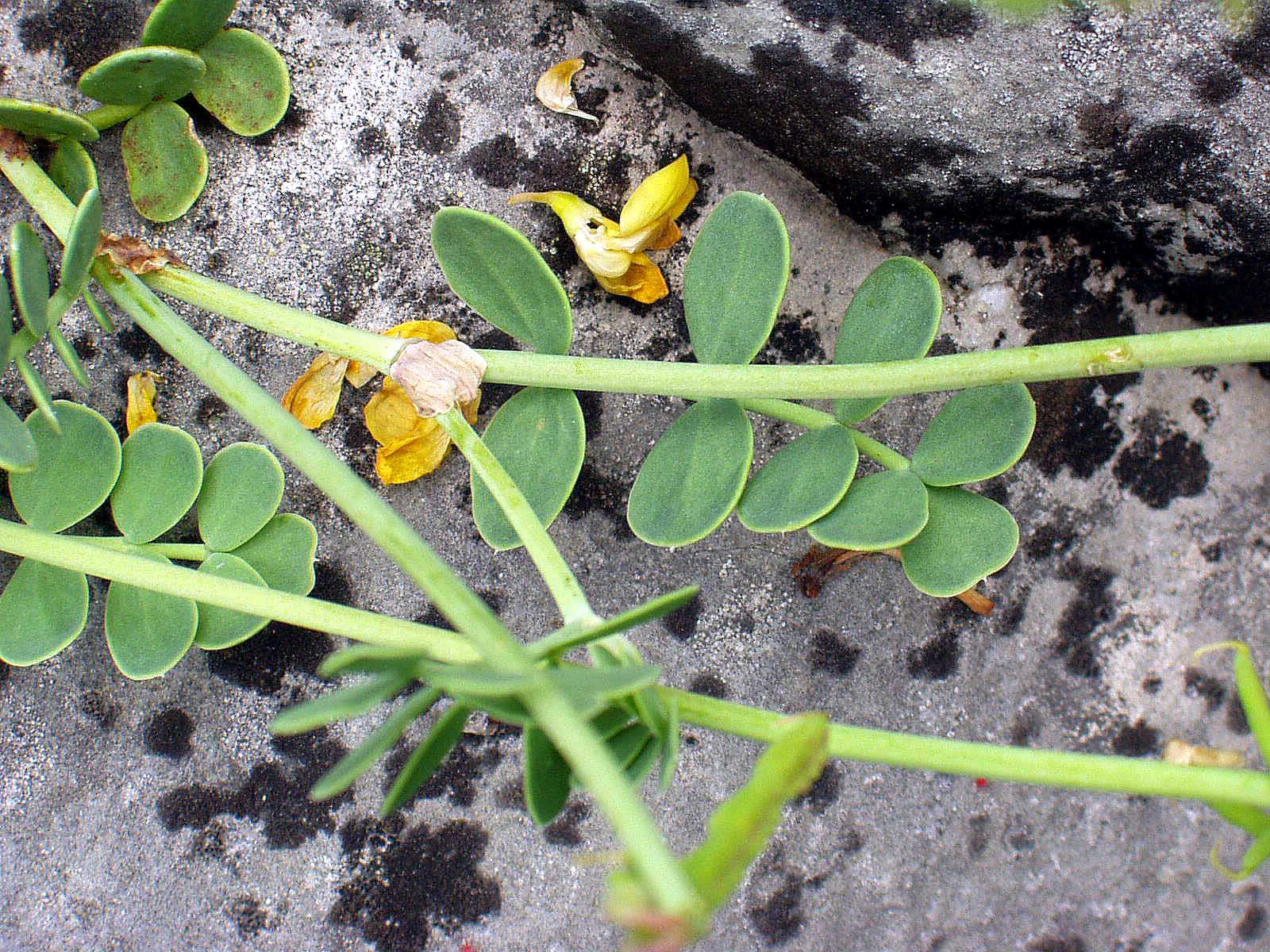
Fusto e foglie

Il fusto è legnoso e nodoso con rami prostrati o ascendenti. Inizialmente il fusto è strisciante per alcuni centimetri (1 – 3 cm).

### Foglie
Le foglie sono imparipennate con 6 - 12 segmenti per lato, più uno centrale. Il margine è membranoso, traslucido (chiaro) e la lamina è quasi priva di nervature. I segmenti sono molto brevemente picciolati; la forma è variabile: ellittico-ovata, sub-rotonda, obcuneata o a volte anche cuoriforme. Sono inoltre presenti delle stipole caduche di alcuni millimetri (3 – 5 mm) in posizione opposta alle foglie, ma a volte mancano. Il colore delle stipole è biancastro con un nervo centrale e sono saldate a guaina. Dimensione dei segmenti: raramente raggiungono 1 cm.

### Infiorescenza

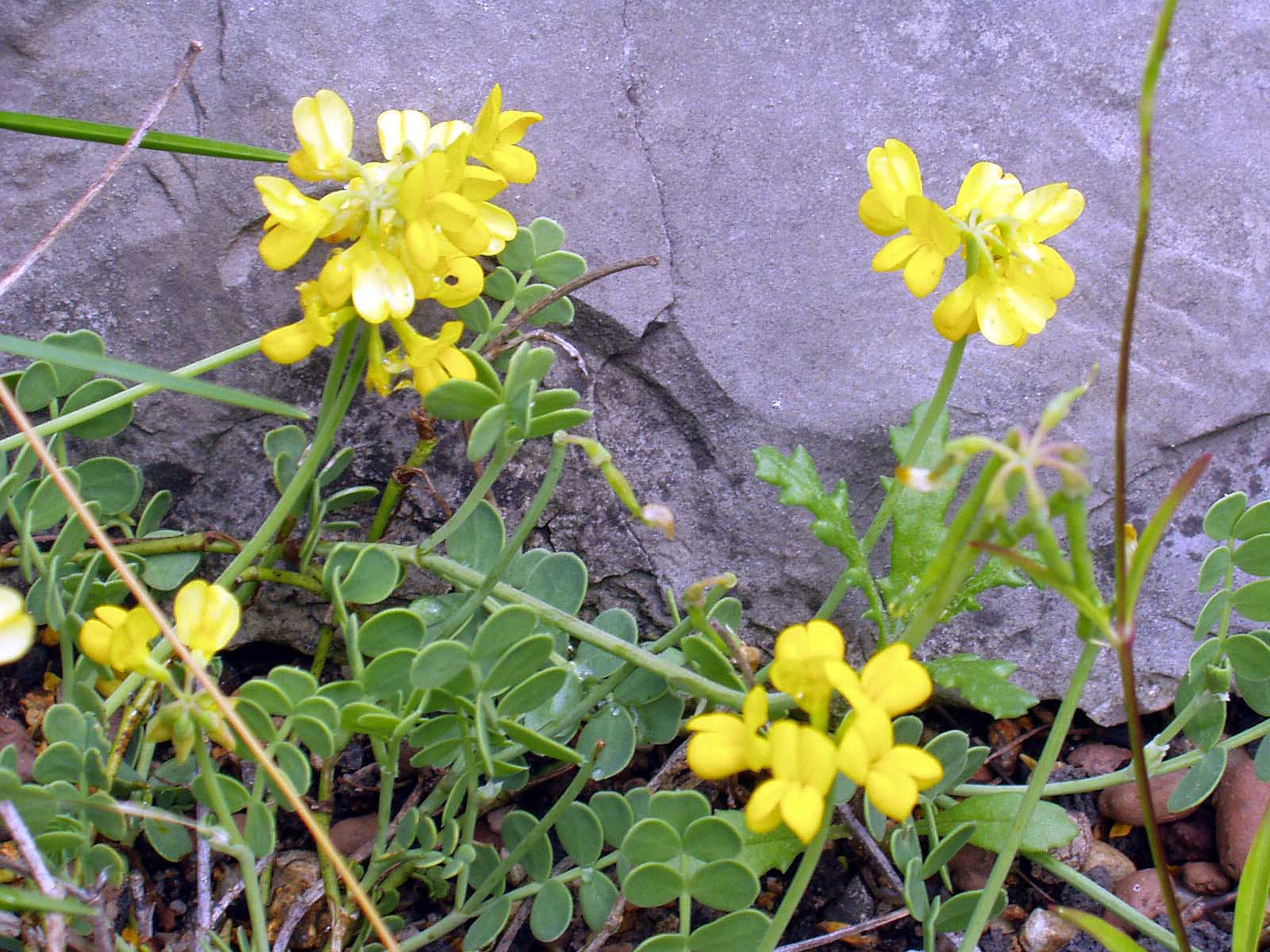
Infiorescenza

L'infiorescenza si compone di una decina di fiori (4 - 10)  giallognoli disposti ad ombrella su pedicelli di 2 – 4 mm; il peduncolo invece è lungo 2 -3 volte le foglie ascellanti.

### Fiori
I fiori sono ermafroditi, pentameri, zigomorfi, eteroclamidati (calice e corolla ben differenziati) e diplostemoni (gli stami sono il doppio dei petali). I fiori sono lunghi dai 7 a 10 mm e sono profumati.
- Formula fiorale:

K (5), C 3+(2), A (9)+1, G 1 (supero)
- Calice: il calice è gamosepalo ed ha un tubo conico lungo quanto largo sormontato da 5 denti brevi e ottusi. Lunghezza del tubo del calice: 2 mm
- Corolla: la corolla è dialipetala del tipo papilionaceo:  ossia è presente un petalo centrale più sviluppato degli altri e ripiegato leggermente all'indietro (= vessillo) di forma orbicolare (a forma quasi circolare), la cui lunghezza è più o meno confrontabile col calice; due petali intermedi (= ali) sono liberi e in posizione laterale e possono essere di forma obovata o oblunga; mentre gli altri due rimanenti, inferiori, (= carena) sono concresciuti e incurvati e contengono l'androceo e il gineceo. Lunghezza della corolla: 8– 9 mm.
- Androceo: gli stami sono 10 e sono diadefi (9 saldati insieme e uno libero).
- Gineceo: lo stilo è unico e su un ovario supero formato da un carpello uniloculare. Lo stigma è apicale.
- Fioritura: tra maggio e agosto.
- Impollinazione: tramite insetti.

### Frutti
Il frutto è un lungo legume arcuato suddiviso in logge (da 4 a 8) monosperme (con un solo seme)  con una tipica strozzatura tra loggia e loggia e un rostro nella parte apicale del frutto. I semi sono oblunghi. Questo frutto è deiscente attraverso due linee di sutura. Lunghezza del frutto: 2 – 4 cm.

## Distribuzione e habitat
- Geoelemento: il tipo corologico (area di origine) è Sud Est – Europeo/Montano.
- Diffusione: in Italia è presente ovunque (al nord comune, al sud un po' più rara). Nella zona alpina si trova nelle province centrali e orientali (è meno frequente nelle province di CN TO AO VC NO). Oltre alle Alpi e Appennini si trova sui seguenti rilievi: Massiccio del Giura e Alpi Dinariche. Nel resto dell'Europa questa specie è distribuita soprattutto nella fascia meridionale e centrale.
- Habitat: l'habitat tipico per questa specie sono i pascoli aridi ma erbosi e su terreno leggero, oppure le rupi calcaree; ma anche tra i ghiaioni e le pietraie, le torbiere di alta quota e boschi di conifere. Il substrato preferito è calcareo con suolo (pH) basico  e bassi valori nutrizionali e terreni mediamente secchi.
- Diffusione altitudinale: la presenza di questa pianta è stata rilevata fino a circa 2000 m s.l.m. (si trova quindi nel piano collinare, montano e subalpino).

## Fitosociologia
Dal punto di vista fitosociologico la specie di questa scheda appartiene alla seguente comunità vegetale:
Formazione: delle comunità forestali
Classe : Erico-Pinetea
Ordine : Erico-Pinetalia
Alleanza : Erico-Pinion

## Tassonomia
Coronilla vaginalis appartiene alla sottofamiglia delle Faboideae e alla tribù delle Loteae; all'interno del genere appartiene alla sezione delle Eucoronilla caratterizzata da specie arbustive perenni, con foglie imparipennate e con l'unghia dei petali sub-eguale al calice (le altre due sezioni sono Arthrolobium e Emerus).

### Specie simili
Molte sono le specie che a prima vista possono essere scambiate per questa pianta sia dello stesso genere:
- Coronilla minima L. - Cornetta minima: si differenzia in quanto i segmenti delle foglie sono decisamente sessili e le stipole sono ridottissime (1 mm) e persistenti.
- Coronilla coronata L. - Cornetta coronata: l'infiorescenza è composta da un  numero maggiore di fiori (12-20) e sono raccolti a corona all'apice del peduncolo.

ma anche di generi diversi come:
- Lotus corniculatus L. - Ginestrino: ha un portamento più prostrato e i fiori sono più isolati.

oppure:
- Hippocrepis comosa L. - Sferracavallo comune: si distingue per i segmenti delle foglie più lineari, ma soprattutto per la forma del legume (il frutto) che è zigzagante.